# Euxoa trifasciata
Euxoa trifasciata är en fjärilsart som beskrevs av Smith 1887. Euxoa trifasciata ingår i släktet Euxoa och familjen nattflyn. Inga underarter finns listade i Catalogue of Life.